# مارگا لگال
مارگا لگال (انگلیسی: Marga Legal; ۱۸ فوریهٔ ۱۹۰۸ – ۳۰ اکتبر ۲۰۰۱) هنرپیشه اهل آلمان بود.
از فیلم‌ها یا برنامه‌های تلویزیونی که وی در آنها نقش داشته‌است می‌توان به پنج روز، پنج شب اشاره کرد.